# World of Illusion Starring Mickey Mouse and Donald Duck
World of Illusion Starring Mickey Mouse and Donald Duck es un videojuego de plataformas lanzado en 1992 para Mega Drive. Fue publicado por SEGA y desarrollado por Sega of América. Es una semi-secuela de los juegos anteriores de la saga Illusion que produjo SEGA. El juego está basado en los personajes de Mickey Mouse y Pato Donald. En 2019, el juego formó parte del catálogo de la Sega Genesis Mini

## Argumento
Mientras se preparan para un acto mágico, Mickey Mouse y Donald Duck descubren una caja mágica. Sin embargo, esto resulta pertenecer a un mago malvado (Pete) que envía a Mickey y Donald a un mundo mágico: el mundo de las ilusiones. Mickey y Donald ahora deben trabajar juntos para encontrar el camino de regreso a casa.

## Jugabilidad
Como en otros juegos de la saga, Mickey y Donald pueden correr, saltar y atacar pero además el juego incluye una nueva técnica: los trucos de magia, los cuales hay uno para cada nivel. Estos trucos van desde convocar una alfombra voladora como la de Aladdin, hasta manejar unas cartas para llegar al otro extremo de un nivel. El juego en si tiene entre 4 a 5 niveles en donde hay que ir hacia la derecha derrotando enemigos para llegar al jefe. Los jefes como una araña, un tiburon o incluso Madam Mim son de poca vida y mueren con tan solo 5 golpes. Los niveles cambian un poco cuando se juega a 2 jugadores, es aquí en donde los niveles tienen varios obstáculos que solo pueden pasar si los jugadores cooperan con ciertos movimientos como soltar una cuerda para que el otro suba a un lugar cuando no hay trampolines o no se puede llegar a cierto lugar saltando.
(Habilidades mágicas)
Mickey y Donald harán magia para hacer aparecer objetos que necesiten y otras cosas. Hay cuatro trucos de magia:
- Alfombra mágica (Nivel 1): Les permite a Mickey y Donald volar en una alfombra mágica en el nivel 2.
- Burbuja submarina (Nivel 2):Les permite a Mickey y Donald respirar bajo el agua.
- Transporte de caja mágica (Nivel 3): Mickey y Donald podían transportarse a diferentes lugares utilizando cajas mágicas.
- Control de cartas (Nivel 4) Mickey y Donald ponen algunas grandes cartas bajo su control, haciendo un puente o un camino hacia un lugar al que no podrían llegar saltando.

## Diseño
La música, las ilustraciones y la animación del juego muestran influencias de las películas animadas de Disney, como Blancanieves y los siete enanitos, Pinocho, Fantasía, La Bella Durmiente, The Sword in the Stone y La Sirenita; muy parecido a la serie Kingdom Hearts. Algunas de las influencias son directamente literales, como la aparición de los soldados de naipes de la adaptación cinematográfica de Alicia en el país de las maravillas de 1951 de Disney, en la sección del jardín del castillo del escenario de la 'Caja mágica'.

## Recepción
MegaTech le otorgó al juego un 90% y un premio Hyper Game, diciendo que tenía "los mejores gráficos de cualquier juego de Disney hasta ahora", pero señaló que era muy fácil de terminar. Mega le dio al juego un 82%, diciendo que era "muy fácil de completar y aburrido en un jugador, pero fantástico para un par de jóvenes".
- Datos: Q2740256